# Liste des cantons de l'Aude

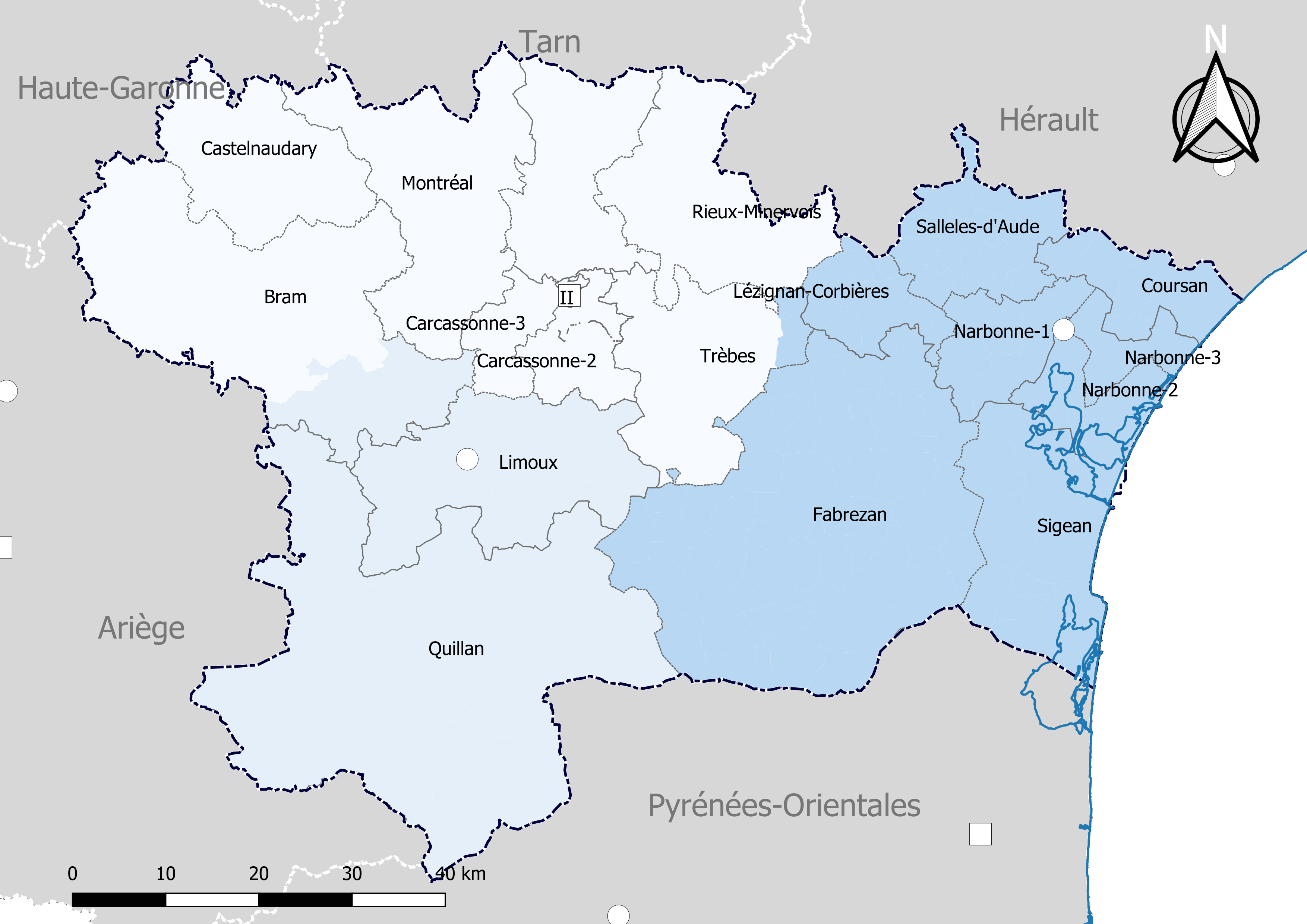
Découpage cantonal du département de l’Aude, avec en surimpression les arrondissements (en nuances de bleu) - Carte arrêtée au 1er janvier 2019.

Le département de l'Aude compte 19 cantons à la suite du redécoupage cantonal de 2014. Auparavant ce nombre était de 35.

## Histoire

### Découpage cantonal antérieur à 2015

Découpage cantonal antérieur à 2015.

Liste des 35 cantons de l'Aude, par arrondissement :
| Arrondissement de Carcassonne (18 cantons) | canton d'Alzonne - canton de Belpech - canton de Capendu - canton de Carcassonne-Centre - canton de Carcassonne-Est - canton de Carcassonne-Nord - canton de Carcassonne-Sud - canton de Castelnaudary-Nord - canton de Castelnaudary-Sud - canton de Conques-sur-Orbiel - canton de Fanjeaux - canton de Lagrasse - canton de Mas-Cabardès - canton de Montréal (Aude) - canton de Mouthoumet - canton de Peyriac-Minervois - canton de Saissac - canton de Salles-sur-l'Hers |
| Arrondissement de Limoux (8 cantons)       | canton d'Alaigne - canton d'Axat - canton de Belcaire - canton de Chalabre - canton de Couiza - canton de Limoux - canton de Quillan - canton de Saint-Hilaire |
| Arrondissement de Narbonne (9 cantons)     | canton de Coursan - canton de Durban-Corbières - canton de Ginestas - canton de Lézignan-Corbières - canton de Narbonne-Est - canton de Narbonne-Ouest - canton de Narbonne-Sud - canton de Sigean - canton de Tuchan |

#### Homonymie
Le canton de Montréal a un homonyme exact dans le département du Gers.
Il n'y a pas d'homonymie exacte pour le canton de Saint-Hilaire, mais la commune chef-lieu a plusieurs homonymes exacts et partiels.

### Redécoupage cantonal de 2014
Dans la poursuite de la réforme territoriale engagée en 2010, l'Assemblée nationale adopte définitivement le 17 avril 2013 la réforme du mode de scrutin pour les élections départementales destinée à garantir la parité hommes/femmes. Les lois (loi organique 2013-402 et loi 2013-403) sont promulguées le 17 mai 2013. Un nouveau découpage territorial est défini par décret du 21 février 2014 pour le département de l'Aude. Celui-ci entre en vigueur lors du premier renouvellement général des assemblées départementales suivant la publication du décret, soit en mars 2015. Les conseillers départementaux sont élus au scrutin majoritaire binominal mixte. Les électeurs de chaque canton éliront au Conseil départemental, nouvelle appellation des Conseils généraux, deux membres de sexe différent, qui se présenteront en binôme de candidats. Les conseillers départementaux seront élus pour 6 ans au scrutin binominal majoritaire à deux tours, l'accès au second tour nécessitant 10 % des inscrits au 1er tour. En outre la totalité des conseillers départementaux est renouvelée.
Ce nouveau mode de scrutin nécessite un redécoupage des cantons dont le nombre est divisé par deux avec arrondi à l'unité impaire supérieure si ce nombre n'est pas entier impair et avec des conditions de seuils minimaux. Dans l'Aude le nombre de cantons passe ainsi de 35 à 19.
Les critères du remodelage cantonal sont les suivants : le territoire de chaque canton doit être défini sur des bases essentiellement démographiques, le territoire de chaque canton doit être continu et les communes de moins de 3 500 habitants sont entièrement comprises dans le même canton. Il n’est fait référence, ni aux limites des arrondissements, ni à celles des circonscriptions législatives.
Conformément à de multiples décisions du Conseil constitutionnel depuis 1985 et notamment sa décision n° 2010-618 DC du 9 décembre 2010, il est admis que le principe d’égalité des électeurs au regard des critères démographiques est respecté lorsque le ratio conseiller/habitant de la circonscription est compris dans une fourchette de 20 % de part et d'autre du ratio moyen conseiller/habitant du département. Pour le département de l'Aude, la population de référence est la population légale en vigueur au 1er janvier 2013, à savoir la population millésimée 2010, soit 356 467 habitants. Avec 19 cantons la population moyenne par conseiller départemental est de 18 761 habitants. Ainsi la population de chaque nouveau canton doit-elle être comprise entre 15 009 habitants et 22 514 habitants pour respecter le principe de l'égalité citoyenne au vu des critères démographiques.
Au 1er janvier 2016, 13 des 19 cantons du département changent de dénominations par un décret pris en Conseil d’État daté du 24 décembre 2015.

## Composition actuelle

### Composition détaillée

Liste des cantons
1- La Piège au Razès, 2- Carcassonne-1, 3- Carcassonne-2, 4- Carcassonne-3, 5- Le Bassin chaurien, 6- Les Basses Plaines de l'Aude, 7- Les Corbières, 8- Le Lézignanais, 9- La Région Limouxine, 10- La Malepère à la Montagne Noire, 11- Narbonne-1, 12- Narbonne-2, 13- Narbonne-3, 14- La Haute-Vallée de l'Aude, 15- Le Haut-Minervois, 16- Le Sud-Minervois, 17- Les Corbières Méditerranée, 18- La Montagne d'Alaric, 19- La Vallée de l'Orbiel

| N° | Nom du Canton                   | Bureau centralisateur | Population (2022) | Nombre de communes          | Communes composant le canton | Localisation dans le département | Conseillers                 | Conseillers             | Conseillers |
| -- | ------------------------------- | --------------------- | ----------------- | --------------------------- | --- | -------------------------------- | --------------------------- | ----------------------- | ----------- |
| 1  | La Piège au Razès               | Bram                  | 20 476            | 72                          | Alaigne, Baraigne, Belflou, Bellegarde-du-Razès, Belpech, Belvèze-du-Razès, Bram, Brézilhac, Brugairolles, Cahuzac, Cailhau, Cailhavel, Cambieure, La Cassaigne, Cazalrenoux, La Courtète, Cumiès, Donazac, Escueillens-et-Saint-Just-de-Bélengard, Fajac-la-Relenque, Fanjeaux, Fenouillet-du-Razès, Ferran, Fonters-du-Razès, La Force, Gaja-la-Selve, Generville, Gourvieille, Gramazie, Hounoux, Lafage, Lasserre-de-Prouille, Laurabuc, Laurac, Lauraguel, Lignairolles, La Louvière-Lauragais, Malviès, Marquein, Mayreville, Mazerolles-du-Razès, Mézerville, Mireval-Lauragais, Molandier, Molleville, Montauriol, Montgradail, Monthaut, Orsans, Payra-sur-l'Hers, Pech-Luna, Pécharic-et-le-Py, Pexiora, Peyrefitte-sur-l'Hers, Plaigne, Plavilla, Pomy, Ribouisse, Routier, Saint-Amans, Saint-Gaudéric, Saint-Julien-de-Briola, Saint-Michel-de-Lanès, Saint-Sernin, Sainte-Camelle, Salles-sur-l'Hers, Seignalens, Villarzel-du-Razès, Villasavary, Villautou, Villepinte et Villesiscle. |                                  |                             | Marie-Christine Bourrel | PS          |
| 1  | La Piège au Razès               | Bram                  | 20 476            | 72                          | Alaigne, Baraigne, Belflou, Bellegarde-du-Razès, Belpech, Belvèze-du-Razès, Bram, Brézilhac, Brugairolles, Cahuzac, Cailhau, Cailhavel, Cambieure, La Cassaigne, Cazalrenoux, La Courtète, Cumiès, Donazac, Escueillens-et-Saint-Just-de-Bélengard, Fajac-la-Relenque, Fanjeaux, Fenouillet-du-Razès, Ferran, Fonters-du-Razès, La Force, Gaja-la-Selve, Generville, Gourvieille, Gramazie, Hounoux, Lafage, Lasserre-de-Prouille, Laurabuc, Laurac, Lauraguel, Lignairolles, La Louvière-Lauragais, Malviès, Marquein, Mayreville, Mazerolles-du-Razès, Mézerville, Mireval-Lauragais, Molandier, Molleville, Montauriol, Montgradail, Monthaut, Orsans, Payra-sur-l'Hers, Pech-Luna, Pécharic-et-le-Py, Pexiora, Peyrefitte-sur-l'Hers, Plaigne, Plavilla, Pomy, Ribouisse, Routier, Saint-Amans, Saint-Gaudéric, Saint-Julien-de-Briola, Saint-Michel-de-Lanès, Saint-Sernin, Sainte-Camelle, Salles-sur-l'Hers, Seignalens, Villarzel-du-Razès, Villasavary, Villautou, Villepinte et Villesiscle. |                                  | André Viola                 | DVG                     |             |
| 2  | Carcassonne-1                   | Carcassonne           | 14 580            | Fraction de Carcassonne     | La première partie de Carcassonne. |                                  |                             | Magali Bardou           | DVD         |
| 2  | Carcassonne-1                   | Carcassonne           | 14 580            | Fraction de Carcassonne     | La première partie de Carcassonne. |                                  | François Mourad             | HOR                     |             |
| 3  | Carcassonne-2                   | Carcassonne           | 21 852            | 8 + fraction de Carcassonne | Cavanac, Cazilhac, Couffoulens, Leuc, Mas-des-Cours, Palaja, Verzeille, Villefloure et la deuxième partie de Carcassonne. |                                  |                             | Thierry Lécina          | PS          |
| 3  | Carcassonne-2                   | Carcassonne           | 21 852            | 8 + fraction de Carcassonne | Cavanac, Cazilhac, Couffoulens, Leuc, Mas-des-Cours, Palaja, Verzeille, Villefloure et la deuxième partie de Carcassonne. | Tamara Rivel                     | PS                          |                         |             |
| 4  | Carcassonne-3                   | Carcassonne           | 22 185            | 6 + fraction de Carcassonne | Alairac, Lavalette, Montclar, Preixan, Rouffiac-d'Aude, Roullens et la dernière partie de Carcassonne. |                                  | Maria Conquet               | PS                      |             |
| 4  | Carcassonne-3                   | Carcassonne           | 22 185            | 6 + fraction de Carcassonne | Alairac, Lavalette, Montclar, Preixan, Rouffiac-d'Aude, Roullens et la dernière partie de Carcassonne. |                                  | Daniel Dedies               | LÉ                      |             |
| 5  | Le Bassin chaurien              | Castelnaudary         | 23 575            | 22                          | Airoux, Les Cassés, Castelnaudary, Fendeille, Issel, Labastide-d'Anjou, Lasbordes, Mas-Saintes-Puelles, Montferrand, Montmaur, Peyrens, La Pomarède, Puginier, Ricaud, Saint-Martin-Lalande, Saint-Papoul, Saint-Paulet, Souilhanels, Souilhe, Soupex, Tréville et Villeneuve-la-Comptal. |                                  |                             | Eliane Brunel           | PS          |
| 5  | Le Bassin chaurien              | Castelnaudary         | 23 575            | 22                          | Airoux, Les Cassés, Castelnaudary, Fendeille, Issel, Labastide-d'Anjou, Lasbordes, Mas-Saintes-Puelles, Montferrand, Montmaur, Peyrens, La Pomarède, Puginier, Ricaud, Saint-Martin-Lalande, Saint-Papoul, Saint-Paulet, Souilhanels, Souilhe, Soupex, Tréville et Villeneuve-la-Comptal. |                                  | Patrick Maugard             | DVG                     |             |
| 6  | Les Basses Plaines de l'Aude    | Coursan               | 21 322            | 6                           | Armissan, Coursan, Cuxac-d'Aude, Fleury, Salles-d'Aude et Vinassan. |                                  | Didier Aldebert             | DVG                     |             |
| 6  | Les Basses Plaines de l'Aude    | Coursan               | 21 322            | 6                           | Armissan, Coursan, Cuxac-d'Aude, Fleury, Salles-d'Aude et Vinassan. |                                  | Séverine Roger-Mateille     | PRG                     |             |
| 7  | Les Corbières                   | Fabrezan              | 16 461            | 54                          | Albas, Albières, Auriac, Bouisse, Boutenac, Camplong-d'Aude, Cascastel-des-Corbières, Coustouge, Cucugnan, Davejean, Dernacueillette, Duilhac-sous-Peyrepertuse, Durban-Corbières, Embres-et-Castelmaure, Fabrezan, Félines-Termenès, Ferrals-les-Corbières, Fontcouverte, Fontjoncouse, Fraissé-des-Corbières, Jonquières, Lagrasse, Lairière, Lanet, Laroque-de-Fa, Luc-sur-Orbieu, Maisons, Massac, Montgaillard, Montjoi, Montséret, Mouthoumet, Padern, Palairac, Paziols, Quintillan, Ribaute, Rouffiac-des-Corbières, Saint-André-de-Roquelongue, Saint-Jean-de-Barrou, Saint-Laurent-de-la-Cabrerisse, Saint-Martin-des-Puits, Saint-Pierre-des-Champs, Salza, Soulatgé, Talairan, Termes, Thézan-des-Corbières, Tournissan, Tuchan, Vignevieille, Villeneuve-les-Corbières, Villerouge-Termenès et Villesèque-des-Corbières. |                                  |                             | Hervé Baro              | PS          |
| 7  | Les Corbières                   | Fabrezan              | 16 461            | 54                          | Albas, Albières, Auriac, Bouisse, Boutenac, Camplong-d'Aude, Cascastel-des-Corbières, Coustouge, Cucugnan, Davejean, Dernacueillette, Duilhac-sous-Peyrepertuse, Durban-Corbières, Embres-et-Castelmaure, Fabrezan, Félines-Termenès, Ferrals-les-Corbières, Fontcouverte, Fontjoncouse, Fraissé-des-Corbières, Jonquières, Lagrasse, Lairière, Lanet, Laroque-de-Fa, Luc-sur-Orbieu, Maisons, Massac, Montgaillard, Montjoi, Montséret, Mouthoumet, Padern, Palairac, Paziols, Quintillan, Ribaute, Rouffiac-des-Corbières, Saint-André-de-Roquelongue, Saint-Jean-de-Barrou, Saint-Laurent-de-la-Cabrerisse, Saint-Martin-des-Puits, Saint-Pierre-des-Champs, Salza, Soulatgé, Talairan, Termes, Thézan-des-Corbières, Tournissan, Tuchan, Vignevieille, Villeneuve-les-Corbières, Villerouge-Termenès et Villesèque-des-Corbières. |                                  | Kattalin Fortuné            | LÉ                      |             |
| 8  | Le Lézignanais                  | Lézignan-Corbières    | 16 642            | 10                          | Argens-Minervois, Castelnau-d'Aude, Conilhac-Corbières, Cruscades, Escales, Homps, Lézignan-Corbières, Montbrun-des-Corbières, Ornaisons et Tourouzelle. |                                  |                             | Valérie Dumontet        | PS          |
| 8  | Le Lézignanais                  | Lézignan-Corbières    | 16 642            | 10                          | Argens-Minervois, Castelnau-d'Aude, Conilhac-Corbières, Cruscades, Escales, Homps, Lézignan-Corbières, Montbrun-des-Corbières, Ornaisons et Tourouzelle. |                                  | Sébastien Gasparini         | PCF                     |             |
| 9  | La Région Limouxine             | Limoux                | 20 186            | 35                          | Ajac, Alet-les-Bains, Belcastel-et-Buc, La Bezole, Bouriège, Bourigeole, Castelreng, Caunette-sur-Lauquet, Cépie, Clermont-sur-Lauquet, Cournanel, La Digne-d'Amont, La Digne-d'Aval, Festes-et-Saint-André, Gaja-et-Villedieu, Gardie, Greffeil, Ladern-sur-Lauquet, Limoux, Loupia, Magrie, Malras, Pauligne, Pieusse, Pomas, Saint-Couat-du-Razès, Saint-Hilaire, Saint-Martin-de-Villereglan, Saint-Polycarpe, Tourreilles, Véraza, Villardebelle, Villar-Saint-Anselme, Villebazy et Villelongue-d'Aude. |                                  |                             | Pierre Durand           | PS          |
| 9  | La Région Limouxine             | Limoux                | 20 186            | 35                          | Ajac, Alet-les-Bains, Belcastel-et-Buc, La Bezole, Bouriège, Bourigeole, Castelreng, Caunette-sur-Lauquet, Cépie, Clermont-sur-Lauquet, Cournanel, La Digne-d'Amont, La Digne-d'Aval, Festes-et-Saint-André, Gaja-et-Villedieu, Gardie, Greffeil, Ladern-sur-Lauquet, Limoux, Loupia, Magrie, Malras, Pauligne, Pieusse, Pomas, Saint-Couat-du-Razès, Saint-Hilaire, Saint-Martin-de-Villereglan, Saint-Polycarpe, Tourreilles, Véraza, Villardebelle, Villar-Saint-Anselme, Villebazy et Villelongue-d'Aude. |                                  | Marie-Ange Larruy           | PCF                     |             |
| 10 | La Malepère à la Montagne Noire | Montréal              | 17 779            | 27                          | Alzonne, Arzens, Brousses-et-Villaret, Les Brunels, Carlipa, Caux-et-Sauzens, Cenne-Monestiés, Cuxac-Cabardès, Fontiers-Cabardès, Fraisse-Cabardès, Labécède-Lauragais, Lacombe, Laprade, Montolieu, Montréal, Moussoulens, Pezens, Raissac-sur-Lampy, Saint-Denis, Sainte-Eulalie, Saint-Martin-le-Vieil, Saissac, Verdun-en-Lauragais, Villemagne, Villeneuve-lès-Montréal, Villesèquelande et Villespy. |                                  |                             | Chloé Danillon          | PS          |
| 10 | La Malepère à la Montagne Noire | Montréal              | 17 779            | 27                          | Alzonne, Arzens, Brousses-et-Villaret, Les Brunels, Carlipa, Caux-et-Sauzens, Cenne-Monestiés, Cuxac-Cabardès, Fontiers-Cabardès, Fraisse-Cabardès, Labécède-Lauragais, Lacombe, Laprade, Montolieu, Montréal, Moussoulens, Pezens, Raissac-sur-Lampy, Saint-Denis, Sainte-Eulalie, Saint-Martin-le-Vieil, Saissac, Verdun-en-Lauragais, Villemagne, Villeneuve-lès-Montréal, Villesèquelande et Villespy. | Paul Griffe                      | PS                          |                         |             |
| 11 | Narbonne-1                      | Narbonne              | 26 890            | 4 + fraction de Narbonne    | Bizanet, Montredon-des-Corbières, Névian, Villedaigne et la première partie de Narbonne. |                                  |                             | Francis Morlon          | LÉ          |
| 11 | Narbonne-1                      | Narbonne              | 26 890            | 4 + fraction de Narbonne    | Bizanet, Montredon-des-Corbières, Névian, Villedaigne et la première partie de Narbonne. |                                  | Magali Vergnes              | PS                      |             |
| 12 | Narbonne-2                      | Narbonne              | 22 113            | 2 + fraction de Narbonne    | Bages, Gruissan et la deuxième partie de Narbonne. |                                  |                             | Jean-Luc Durand         | LÉ          |
| 12 | Narbonne-2                      | Narbonne              | 22 113            | 2 + fraction de Narbonne    | Bages, Gruissan et la deuxième partie de Narbonne. |                                  | Sandrine Sirvent            | PRG                     |             |
| 13 | Narbonne-3                      | Narbonne              | 18 589            | Fraction de Narbonne        | La dernière partie de Narbonne. |                                  |                             | Patrick François        | PS          |
| 13 | Narbonne-3                      | Narbonne              | 18 589            | Fraction de Narbonne        | La dernière partie de Narbonne. | Hélène Sandragné                 | PS                          |                         |             |
| 14 | La Haute-Vallée de l'Aude       | Quillan               | 17 642            | 84                          | Antugnac, Arques, Artigues, Aunat, Axat, Belcaire, Belfort-sur-Rebenty, Belvianes-et-Cavirac, Belvis, Bessède-de-Sault, Le Bousquet, Bugarach, Cailla, Campagna-de-Sault, Campagne-sur-Aude, Camps-sur-l'Agly, Camurac, Cassaignes, Val de Lambronne, Chalabre, Le Clat, Comus, Corbières, Coudons, Couiza, Counozouls, Courtauly, Coustaussa, Cubières-sur-Cinoble, Escouloubre, Espéraza, Espezel, Val-du-Faby, La Fajolle, Fontanès-de-Sault, Fourtou, Galinagues, Gincla, Ginoles, Granès, Joucou, Luc-sur-Aude, Marsa, Mazuby, Mérial, Missègre, Montazels, Montfort-sur-Boulzane, Montjardin, Nébias, Niort-de-Sault, Peyrefitte-du-Razès, Peyrolles, Puilaurens, Puivert, Quillan, Quirbajou, Rennes-le-Château, Rennes-les-Bains, Rivel, Rodome, Roquefeuil, Roquefort-de-Sault, Roquetaillade-et-Conilhac, Saint-Benoît, Sainte-Colombe-sur-Guette, Sainte-Colombe-sur-l'Hers, Saint-Ferriol, Saint-Jean-de-Paracol, Saint-Julia-de-Bec, Saint-Just-et-le-Bézu, Saint-Louis-et-Parahou, Saint-Martin-Lys, Salvezines, La Serpent, Serres, Sonnac-sur-l'Hers, Sougraigne, Terroles, Tréziers, Valmigère et Villefort. |                                  |                             | Joëlle Chalavoux        | LÉ          |
| 14 | La Haute-Vallée de l'Aude       | Quillan               | 17 642            | 84                          | Antugnac, Arques, Artigues, Aunat, Axat, Belcaire, Belfort-sur-Rebenty, Belvianes-et-Cavirac, Belvis, Bessède-de-Sault, Le Bousquet, Bugarach, Cailla, Campagna-de-Sault, Campagne-sur-Aude, Camps-sur-l'Agly, Camurac, Cassaignes, Val de Lambronne, Chalabre, Le Clat, Comus, Corbières, Coudons, Couiza, Counozouls, Courtauly, Coustaussa, Cubières-sur-Cinoble, Escouloubre, Espéraza, Espezel, Val-du-Faby, La Fajolle, Fontanès-de-Sault, Fourtou, Galinagues, Gincla, Ginoles, Granès, Joucou, Luc-sur-Aude, Marsa, Mazuby, Mérial, Missègre, Montazels, Montfort-sur-Boulzane, Montjardin, Nébias, Niort-de-Sault, Peyrefitte-du-Razès, Peyrolles, Puilaurens, Puivert, Quillan, Quirbajou, Rennes-le-Château, Rennes-les-Bains, Rivel, Rodome, Roquefeuil, Roquefort-de-Sault, Roquetaillade-et-Conilhac, Saint-Benoît, Sainte-Colombe-sur-Guette, Sainte-Colombe-sur-l'Hers, Saint-Ferriol, Saint-Jean-de-Paracol, Saint-Julia-de-Bec, Saint-Just-et-le-Bézu, Saint-Louis-et-Parahou, Saint-Martin-Lys, Salvezines, La Serpent, Serres, Sonnac-sur-l'Hers, Sougraigne, Terroles, Tréziers, Valmigère et Villefort. |                                  | Anthony Chanaud             | DIV                     |             |
| 15 | Le Haut-Minervois               | Rieux-Minervois       | 15 893            | 23                          | Aigues-Vives, Azille, Bagnoles, Cabrespine, Castans, Caunes-Minervois, Citou, La Redorte, Laure-Minervois, Lespinassière, Limousis, Pépieux, Peyriac-Minervois, Puichéric, Rieux-Minervois, Rustiques, Saint-Frichoux, Sallèles-Cabardès, Trassanel, Trausse, Villarzel-Cabardès, Villegly et Villeneuve-Minervois. |                                  |                             | Alain Giniès            | PS          |
| 15 | Le Haut-Minervois               | Rieux-Minervois       | 15 893            | 23                          | Aigues-Vives, Azille, Bagnoles, Cabrespine, Castans, Caunes-Minervois, Citou, La Redorte, Laure-Minervois, Lespinassière, Limousis, Pépieux, Peyriac-Minervois, Puichéric, Rieux-Minervois, Rustiques, Saint-Frichoux, Sallèles-Cabardès, Trassanel, Trausse, Villarzel-Cabardès, Villegly et Villeneuve-Minervois. | Françoise Navarro-Estalle        | PS                          |                         |             |
| 16 | Le Sud-Minervois                | Sallèles-d'Aude       | 24 595            | 18                          | Argeliers, Bize-Minervois, Canet, Ginestas, Mailhac, Marcorignan, Mirepeisset, Moussan, Ouveillan, Paraza, Pouzols-Minervois, Raissac-d'Aude, Roubia, Saint-Marcel-sur-Aude, Saint-Nazaire-d'Aude, Sainte-Valière, Sallèles-d'Aude et Ventenac-en-Minervois. |                                  |                             | Danielle Dura           | DVG         |
| 16 | Le Sud-Minervois                | Sallèles-d'Aude       | 24 595            | 18                          | Argeliers, Bize-Minervois, Canet, Ginestas, Mailhac, Marcorignan, Mirepeisset, Moussan, Ouveillan, Paraza, Pouzols-Minervois, Raissac-d'Aude, Roubia, Saint-Marcel-sur-Aude, Saint-Nazaire-d'Aude, Sainte-Valière, Sallèles-d'Aude et Ventenac-en-Minervois. | Christian Lapalu                 | DVG                         |                         |             |
| 17 | Les Corbières Méditerranée      | Sigean                | 23 818            | 11                          | Caves, Feuilla, Fitou, La Palme, Leucate, Peyriac-de-Mer, Port-la-Nouvelle, Portel-des-Corbières, Roquefort-des-Corbières, Sigean et Treilles. |                                  |                             | Henri Martin            | DVD         |
| 17 | Les Corbières Méditerranée      | Sigean                | 23 818            | 11                          | Caves, Feuilla, Fitou, La Palme, Leucate, Peyriac-de-Mer, Port-la-Nouvelle, Portel-des-Corbières, Roquefort-des-Corbières, Sigean et Treilles. |                                  | Marie-Christine Théron-Chet | LR                      |             |
| 18 | La Montagne d'Alaric            | Trèbes                | 15 971            | 29                          | Arquettes-en-Val, Badens, Barbaira, Berriac, Blomac, Bouilhonnac, Capendu, Caunettes-en-Val, Comigne, Douzens, Fajac-en-Val, Floure, Fontiès-d'Aude, Labastide-en-Val, Marseillette, Mayronnes, Montirat, Val-de-Dagne, Monze, Moux, Rieux-en-Val, Roquecourbe-Minervois, Saint-Couat-d'Aude, Serviès-en-Val, Taurize, Trèbes, Villar-en-Val, Villedubert et Villetritouls. |                                  |                             | Caroline Cathala        | PS          |
| 18 | La Montagne d'Alaric            | Trèbes                | 15 971            | 29                          | Arquettes-en-Val, Badens, Barbaira, Berriac, Blomac, Bouilhonnac, Capendu, Caunettes-en-Val, Comigne, Douzens, Fajac-en-Val, Floure, Fontiès-d'Aude, Labastide-en-Val, Marseillette, Mayronnes, Montirat, Val-de-Dagne, Monze, Moux, Rieux-en-Val, Roquecourbe-Minervois, Saint-Couat-d'Aude, Serviès-en-Val, Taurize, Trèbes, Villar-en-Val, Villedubert et Villetritouls. | Philippe Rappeneau               | PS                          |                         |             |
| 19 | La Vallée de l'Orbiel           | Villemoustaussou      | 17 204            | 22                          | Aragon, Caudebronde, Conques-sur-Orbiel, Fournes-Cabardès, Les Ilhes, Labastide-Esparbairenque, Lastours, Malves-en-Minervois, Les Martys, Mas-Cabardès, Miraval-Cabardès, Pennautier, Pradelles-Cabardès, Roquefère, Salsigne, La Tourette-Cabardès, Ventenac-Cabardès, Villalier, Villanière, Villardonnel, Villegailhenc et Villemoustaussou. |                                  | Muriel Cherrier             | PS                      |             |
| 19 | La Vallée de l'Orbiel           | Villemoustaussou      | 17 204            | 22                          | Aragon, Caudebronde, Conques-sur-Orbiel, Fournes-Cabardès, Les Ilhes, Labastide-Esparbairenque, Lastours, Malves-en-Minervois, Les Martys, Mas-Cabardès, Miraval-Cabardès, Pennautier, Pradelles-Cabardès, Roquefère, Salsigne, La Tourette-Cabardès, Ventenac-Cabardès, Villalier, Villanière, Villardonnel, Villegailhenc et Villemoustaussou. | Christian Raynaud                | PS                          |                         |             |
|    |                                 |                       | 377 773           | 433                         | |                                  |                             |                         |             |

### Répartition par arrondissement
Contrairement à l'ancien découpage où chaque canton était inclus à l'intérieur d'un seul arrondissement, le nouveau découpage territorial s'affranchit des limites des arrondissements. Certains cantons peuvent être composés de communes appartenant à des arrondissements différents. Dans le département de l'Aude, c'est le cas de deux cantons (la Montagne d'Alaric, la Piège au Razès).
Le tableau suivant présente la répartition par arrondissement :
| N° | Canton                          | Carcassonne                 | Limoux | Narbonne                 | Total                       |
| -- | ------------------------------- | --------------------------- | ------ | ------------------------ | --------------------------- |
| 1  | La Piège au Razès               | 51                          | 21     |                          | 72                          |
| 2  | Carcassonne-1                   | Fraction de Carcassonne     |        |                          | Fraction de Carcassonne     |
| 3  | Carcassonne-2                   | 8 + fraction de Carcassonne |        |                          | 8 + fraction de Carcassonne |
| 4  | Carcassonne-3                   | 6 + fraction de Carcassonne |        |                          | 6 + fraction de Carcassonne |
| 5  | Le Bassin chaurien              | 22                          |        |                          | 22                          |
| 6  | Les Basses Plaines de l’Aude    |                             |        | 6                        | 6                           |
| 7  | Les Corbières                   |                             |        | 54                       | 54                          |
| 8  | Le Lézignanais                  |                             |        | 10                       | 10                          |
| 9  | La Région-Limouxine             |                             | 35     |                          | 35                          |
| 10 | La Malepère à la Montagne Noire | 27                          |        |                          | 27                          |
| 11 | Narbonne-1                      |                             |        | 4 + fraction de Narbonne | 4 + fraction de Narbonne    |
| 12 | Narbonne-2                      |                             |        | 2 + fraction de Narbonne | 2 + fraction de Narbonne    |
| 13 | Narbonne-3                      |                             |        | Fraction de Narbonne     | Fraction de Narbonne        |
| 14 | La Haute-Vallée de l'Aude       |                             | 82     |                          | 82                          |
| 15 | Le Haut-Minervois               | 23                          |        |                          | 23                          |
| 16 | Le Sud-Minervois                |                             |        | 18                       | 18                          |
| 17 | Les Corbières Méditerranée      |                             |        | 11                       | 11                          |
| 18 | La Montagne d'Alaric            | 26                          |        | 3                        | 29                          |
| 19 | La Vallée de l'Orbiel           | 22                          |        |                          | 22                          |
|    |                                 | 186                         | 138    | 109                      | 433                         |